# 개신대학원대학교
개신대학원대학교(改神大學院大學校, Reformed Graduate University)는 서울특별시 강북구에 있는 사립 대학원대학이다.

## 연혁
- 1901년 5월 15일 : 조선예수교장로회신학교 설립
- 1979년 9월 24일 : 대한예수교장로회(개혁)측의 총회신학교 복구 결의
- 1982년 2월 15일 : 교사를 서울특별시 강남구로 이전
- 1987년 1월 12일 :  대한예수교장로회총회 개혁신학연구원으로 명칭 변경
- 1990년 11월 12일 : 교사를 충청북도 음성군으로 이전하며 개혁신학교로 개편
- 2000년 6월 30일 : 교사를 서울특별시 동작구로 이전
- 2003년 4월 17일 : 개신대학원대학교로 개편
- 2003년 9월 1일 : 개교

## 교육편제
- 박사과정: 철학박사, 목회학박사, 성경주해박사
- 석사과정: 신학, 목회학, 사회복지학, 상담심리학, 농업숲치유학, 코칭학